# Alfredo di Stéfano
Alfredo di Stéfano (født 4. juli 1926 i Buenos Aires, Argentina, død 7. juli 2014) var en argentinsk/spansk fodboldspiller. Han var angriber med en fremragende teknik og fik tilnavnet ”Den blonde pil” (på grund af hans lyse hår og hurtighed). Di Stefano debuterede som 16-årig for River Plate i Primera División de Argentina, blev lejet ud til Huracán og kom som 20-årig retur til River Plate. Da der kom en spillerstrejke i Argentina tog han til Colombia, hvor han spillede for hovedstadsklubben Millionarios og blev topscorer to sæsoner i træk. Derefter gik turen til Real Madrid, hvor han i ti år spillede 510 kampe, scorede 428 mål og vandt et utal af trofæer.
Han skulle egentligt have været til Barcelona, men da Real Madrid var General Francos hold ændrede de reglerne flere gange. Selvom Alfredo di Stéfano havde skrevet under på en kontakt med Barcelona, blev den erklæret udgyldig, og de spanske fodbold forbund sagde han skulle spille et år for hver klub, startende med Real Madrid, men det ville Barcelona ikke gå med til.
Alfredo di Stefano nåede otte landskampe og seks mål for Argentina og 31 landskampe og 23 mål for Spanien. I løbet af karrieren vandt han det argentinske mesterskab 1947, Copa America 1947, det colombianske mesterskab 1951 og 1952, det spanske mesterskab 1954, 1955, 1957, 1958, 1960, 1961, 1962, 1963 og 1965 og Europa cuppen for mesterhold 1956, 1957, 1958, 1959 og 1960. Efter spillerkarrieren blev han træner for argentinske, portugisiske og spanske klubber med succes.